# Šarana jaja bojama grada
Šarana jaja bojama grada, manifestacija koju od 2001. godine organizira Grad Osijek na središnjem gradskom Trgu Ante Starčevića predzadnje subote prije Uskrsa, zajedno s manifestacijom Cvjetni korzo. Jedino se 2005. manifestacija odvijala u Tvrđi zbog rekonstrukcije Trga Ante Starčevića.
Na manifestaciji sudjeluju nacionalne manjine koje žive u Osijeku i okolini, neke slavonsko-baranjske šokačke udruge te neke kulturne i odgojno-obrazovne organizacije. Od manjinskih organizacije 2006. godine (8. travnja) sudjelovali su: Mađarsko kulturno društvo "Nepkör" (te Mađari iz Dalj-Planine i Kopačeva), Makedonsko kulturno društvo "Braća Miladinovci", Matica slovačka, Prosvjetno-kulturno društvo Rusina i Ukrajinaca, Savez Nijemaca i Austrijanaca i Srpsko kulturno društvo "Prosvjeta", pododbor Osijek. Svaka nacionalna manjina obično ima dva štanda: jedan za narodne nošnje, rukotvorine i  etnografske predmete s naglaskom na korizmene i uskrsne običaje, a drugi za tradicionalna jela, kolače i pića.
Godine 2006. uz Udrugu urbanih Šokaca Šokačka grana i Zavičajni klub Gibarac, na manifestaciji je bilo zastupljeno i Društvo prijatelja baranjskih starina "Ižip" iz Topolja, ali i Udruga žena "Klas" iz Beketinaca, Centar "Ivan Štark" iz Osijeka, Dječji vrtić "Sjenčica" iz Osijeka¸ Francuski klub, Društvo "Naša djeca", Udruga "Radosno polje" OŠ F. K. Frankopana, Dom za samostalno stanovanje, Dom za odgoj djece i mladeži, Dom za djecu "Klasje", Dječji dom Sv. Ana Vinkovci, Udruga za rad s mladima "Breza", SOS Dječje selo Hrvatska, Prosvjetno-kulturni centar Mađara u RH Osijek, udruga Mogu za terapijsko-rekreativno i sportsko jahanje...
Svake se godine bira i najbolji štand. Žiri u sastavu Damir Macanić, Radmila Biondić i Ivo Šibalić najljepše uređenim štandom 2006. godine proglasio je štand Društvo prijatelja baranjskih starina Ižip iz Topolja.
Na štandu SKD "Prosvjete" većina eksponata također je bila iz Baranje: narodne nošnje, vezovi, etnografski predmeti, šarana jaja, klepetaljka i jedna slika belomanastirskog umjetnika  Milana Dvornića s baranjskom tematikom.
Izvor:
- J(ovan) Nedić: "Najuređeniji štand društva Ižip iz Topolja", Baranjski dom, I, 8, 5 - Beli Manastir, 12-13. IV. 2006.